# پیام ملکیان
پیام ملکیان (زادهٔ ۲۳ دی ۱۳۷۴) یک بازیکن فوتبال اهل ایران است که در پست مدافع چپ بازی می‌کند.
از باشگاه‌هایی که در آن بازی کرده‌است می‌توان به سیاه‌جامگان، سرخپوشان پاکدشت، نفت مسجدسلیمان و مس کرمان و سپیدرود رشت اشاره کرد.